# 羅建文
羅 建文（ら けんぶん、罗建文、ルオ・ジィエンウェン、1943年5月18日 - 2017年12月20日）は、中華人民共和国の囲碁棋士。福建省出身、中国囲棋協会所属、七段。全国囲棋個人戦3位など。中国囲棋協会副主席などを務めた。

## 経歴
福州市に生まれる。13歳で囲碁を学び、14歳で集中訓練隊入り。1959年に第1回全国運動会出場。全国囲棋個人戦で1964年に6位、66年3位入賞。1963年にから日中囲碁交流で訪中団と対戦し、64年には訪日団に参加。文革が始まり、訓練隊が解散されると故郷の福建に帰った。
1975年全国運動会の個人戦5位。1982年に七段に認定。1992年、百楽杯元老戦で優勝。2003年に中国囲棋乙級リーグで、北京嘉信永延房地産チームのコーチ及び北京大盛盛創の選手、2004年は甲級の京西新興地産チーム監督を務める。中国棋士ランキングでは1999年12月に67位。
中国囲棋協会の副主席及び技術委員会副主任、中国棋院囲棋部副主任、『中国囲棋年鑑』編集委員、福建省囲棋協会事務総長を務める。門下として羅洗河、黄奕中を育て、また北京杏沢囲棋学校を主宰する。2013年に膵癌、2017年に肺癌を発症。治療を続けながら、2017年11月太平本鎮杯中国囲棋元老招待戦準優勝。同年12月に北京市で死去。福建省囲棋協会副会長の羅建元五段は弟。

### 主な成績
- 全国囲棋個人戦 1964年6位、1966年3位、1974年5位
- 百楽杯元老囲棋戦 1992年優勝
- 日中囲碁交流
  - 1963年 2-2（○田岡敬一、二子×杉内雅男、先×宮本直毅、二子○桑原宗久）
  - 1964年 3-6（先○大窪一玄、×今村正道、×平田博則、○工藤紀夫、二子×藤沢朋斎、先×関山利夫、二子○半田道玄、先×橋本誼、×多田良雄）
  - 1965年(4月) 0-3（×安部吉輝、×工藤紀夫、×安部）
  - 1965年(10月) 0-2-1（ジゴ-谷宮悌二、×谷宮、×木谷禮子）
  - 1966年(11月) 2-1-1（ジゴ-石田芳夫、×家田隆二、○武宮正樹、○宮本直久）
  - 1973年 0-5（×太田耕造、×石井邦生、×坂田栄男、×菊池康郎、×西村修）
  - 1974年 1-2（×倉橋正蔵、×村上文祥、○三浦浩）
  - 1975年 0-2（×窪内秀知、×今村文明）
  - 1977年 0-2（×東野弘昭、×佐藤昌晴）
  - 1978年(11月) 2-1（○岩成公順、×倉橋正蔵、○竹内一雄）
  - 1979年 0-1（×羽根泰正）
  - 1981年 0-1（×橋本昌二）
  - 1983年 0-1（×苑田勇一）
- 中国囲棋甲級リーグ戦
  - 2003年（北京大盛盛創）0-1